# Кладбище чехословацких легионеров во Владивостоке
Кладбище чехословацких легионеров во Владивостоке (чеш. Pohřebiště československých legionářů ve Vladivostoku) — кладбище чехословацких легионеров на Морском кладбище во Владивостоке. На нём похоронены 163 легионера, которые воевали в 1918-1920 годах на Дальнем Востоке России. В 2005 году кладбище было реконструировано за счёт средств Чехии. В мае 2006 года кладбище было снова открыто.

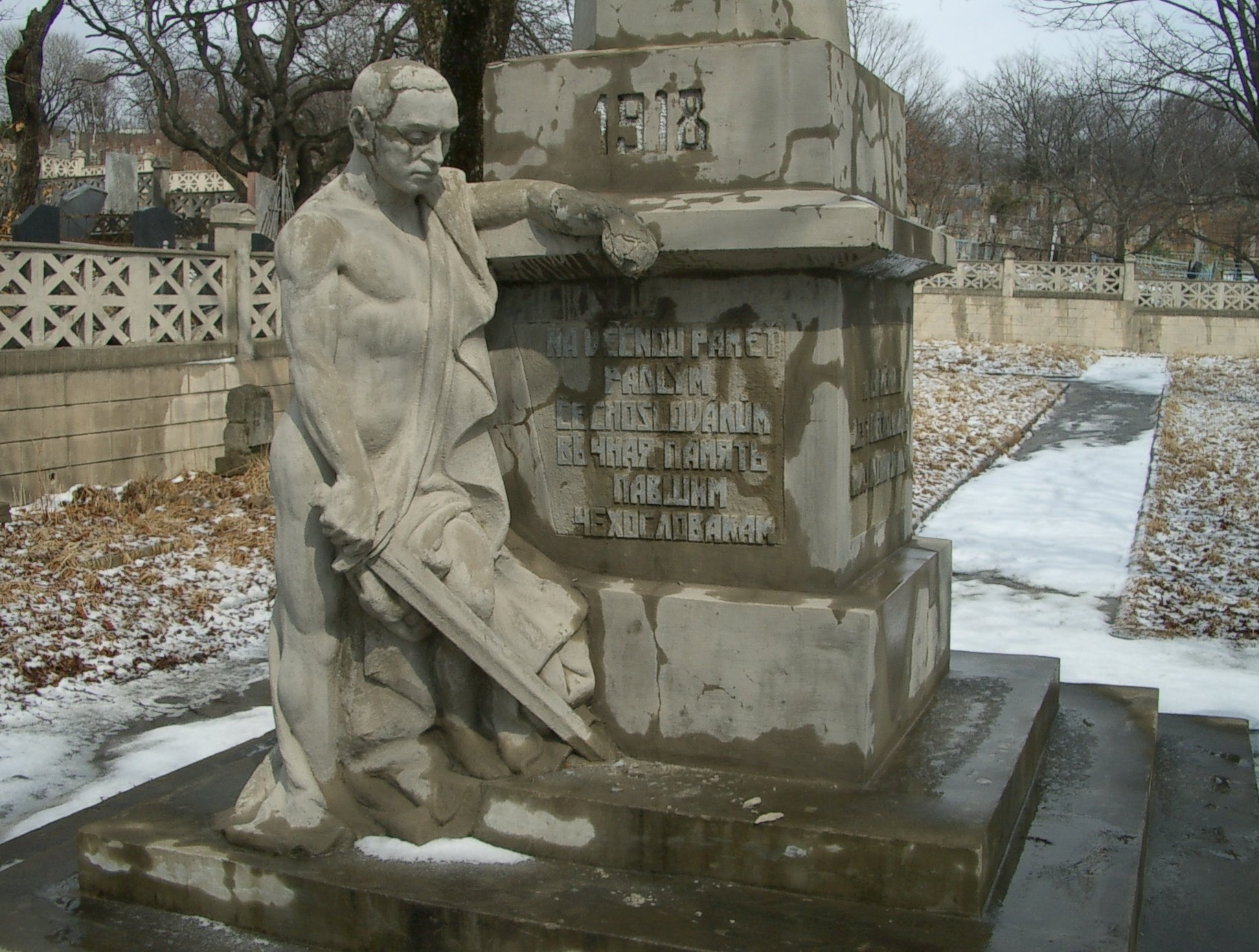
Центральный монумент пантеона легионеров, март 2009 г.

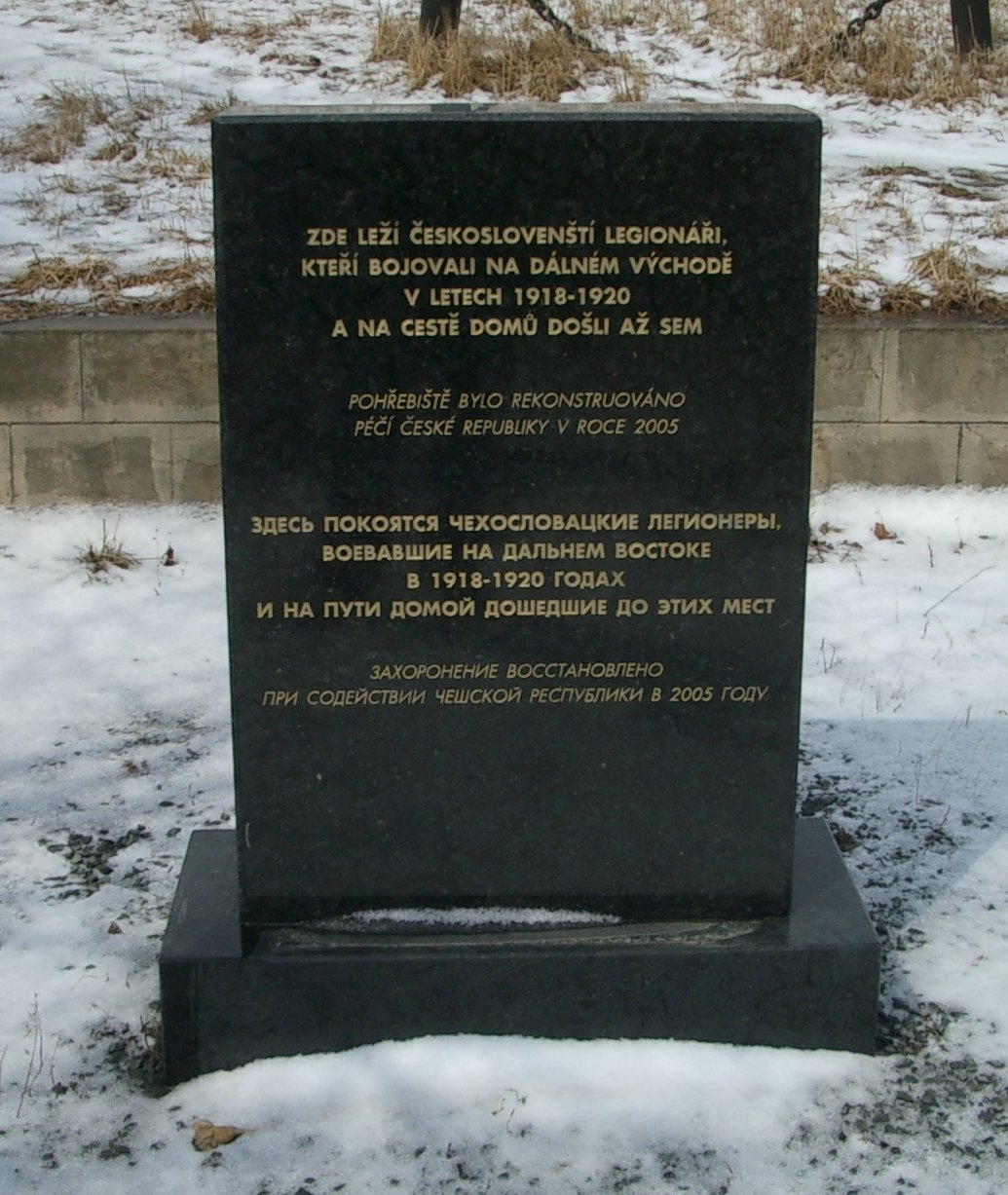
Стела в память реставрации 2005 г.